# Ocotlán (Tlaxcala)
Ocotlán (lugar de ocotes) es una localidad del estado mexicano de Tlaxcala, ubicado en el municipio de Tlaxcala. Es un conocido centro de peregrinaciones al estar localizada en ella la Basílica de Ocotlán.
Ocotlán tiene una población de 22,082 habitantes, según el Conteo de Población y Vivienda de 2005, lo que la convierte en la mayor localidad del municipio de Tlaxcala, superando a la cabecera municipal y capital del estado, Tlaxcala de Xicohténcatl, que solo cuenta 15 777 habitantes.
La fiesta en Ocotlán es el día primero de enero, en el atrio de la iglesia se coloca la feria y la gente acostumbra hacer mole en su casa para ofrecerlo a sus invitados, que en agradecimiento llevan pan de fiesta o canastos con fruta.
La primera misa del año es a las siete de la mañana y se le conoce comúnmente como misa de gallo, misa que se hace el primero de enero, en el atrio de la iglesia caben más de mil personas.
Todos los domingos a un costado de la basílica ya es tradición para los lugareños el asistir con sus familias a desayunar diversos antojitos mexicanos típicos; es este lugar también pueden encontrarse artesanías en barro, palma, así como dulces regionales.